# Gel de color
El gel de color o filtre de color, també conegut com a gel il·luminat o gel simple, és un material colorit transparent que s'utilitza en teatre, producció d'esdeveniments, fotografia, videografia i cinematografia per donar llum i corregir el color. Els gels moderns consisteixen en unes fulles primes de policarbonat o polièster, situat davant d'una font de llum en una determinada trajectòria.
Els gels tenen una vida limitada, especialment els que són de colors saturats. El color s'esvaeix i fins i tot es fon, depenent de l'energia que absorbeixi el color, i finalment s'haurà de canviar la fulla. Per les instal·lacions permanents i els usos teatrals, s'utilitzen filtres de vidre de color o filtres dicroics. Els principals inconvenients són les despeses addicionals i una selecció limitada.

## Història
Al teatre de Shakespeare, s'utilitzava el vi negre en un recipient de vidre com a filtre de llum. Més tard es va utilitzar aigua de color o seda per filtrar la llum al teatre. I finalment, una base de gelatina va esdevenir el material predilecte. El gel provinent de la gelatina es va utilitzar fins al 1975, es continua fent servir el mot «gel» per als filtres de color. A més a més es van desenvolupar més materials a partir de l'acetat autoextinguible ja que toleraba la calor (comercialitzat com Cinemoid i Roscolene) i permetia ser tractat amb fonts de llum més potents.
Tot i així aquest material va deixar de ser usat degut a l'aparició dels halògens de tungstè de la dècada dels 60, ja que no podia aguantar les altes temperatures d'aquests.
El material amb base d'etil va ser substituït per gels amb una base de polièster i policarbonat. Aquests materials tenen una major tolerància a la calor en comparació amb els gels amb base d'acetat. Els gels de polièster es van introduir al 1969 amb el nom de Gelatran, el polièster original tintat en profunditat.
El procés de Geletran encara s'utilitza avui dia per crear GAMColor. Altres fabricants com Lee Filters i Apollo Design Technology utilitzen el polièster com el seu substrat de color. Lee i Apollo utilitzen el procés de tintat de superfície. D'altra banda, el fabricant Roscolux és 70% policarbonat i 30% polièster tintat.
Avui dia gairebé tots els fabricants de color utilitzen policarbonat o polièster per a la fabricació dels seus gels. Tot i així encara hi ha gels que es cremen (aclarint el color des del centre) amb facilitat, estallan-se per sempre. Per contrarestar això, es pot utilitzar un material d'alta temperatura (HT) (com el polièster que té un punt de fusió més alt que arriba a més de 250° C), per ajudar a perllongar la vida dels gels en instruments d'il·luminació que produeixen una alta temperatura. Conforme ha anat millorant el disseny dels instruments d'il·luminació, s'ha convertit en una característica important el que les llums deixin passar la menor quantitat de calor des de la part frontal per evitar que es cremi el matèrial i ajudar a mantenir l'escenari i actors en un ambient més fresc durant les actuacions.

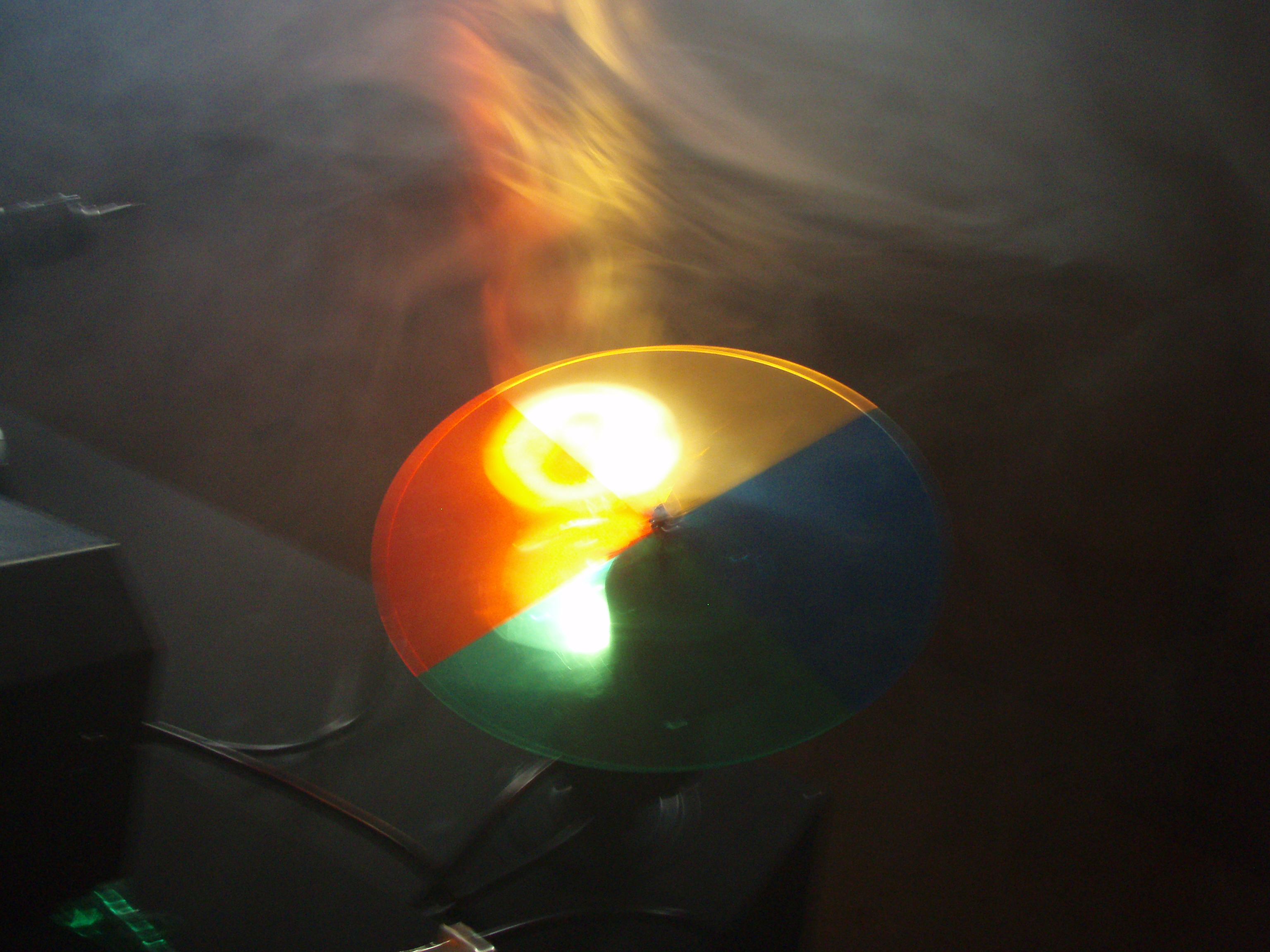
Un gel de color motoritzat

Al teatre, els gels solen presentar-se en diverses fulles de 500 × 600 mm, i que es tallen a la grandària adequada abans del ser utilitzades. Aquesta mida estàndard es va originar de l'època en la qual s'utilitzava la gelatina: és la mateixa mida que una fulla d'un forner estàndard, que es va utilitzar per emetre les fulles. En la indústria del cinema, els gels se solen tallar de manera recta a partir de rotllos de 600 mm o 1.200 mm) d'ample i 16 m de llarg, ja que la grandària requerida pot variar d'un parell de centímetres per gelificar un Dedolight
 o un focus halogen d'un sostre, a molts metres per gelificar una finestra completa i, per tant, una fulla de grandària estàndard no seria pràctica.

## Colors
Els colors, fins i tot els similars, poden variar entre les diferents marques –per exemple, molts fabricants tenen un color anomenat «ambre», però l'espectre de color de transmissió d'aquest pot variar per cada fabricant. Per aquesta raó els colors de gel no es coneixen pel seu nom. Apol·lo Design Technology utilitza un nombre de quatre dígits basat en l'espectre visible per designar i localitzar les transmissions de color específiques. Alguns altres fabricants utilitzen un codi que consisteix en una combinació de números i lletres ; per exemple, G841 és un blau fosc fet per Great American Market (GAM) i R02 és un ambre clar fet per Rosco i L216 és un filtre de diffusió crear per Lee Filters.
Els fabricants ofereixen llibres de mostres, que contenen una petita peça de cada color disponible, al costat del seu codi de color, per simplificar la comanda. Els llibres de mostres permeten als dissenyadors i tècnics tenir una representació veritable de la gamma de colors dels fabricants.
La majoria dels dissenyadors trien una paleta de colors limitada per a aplicacions genèriques perquè és financerament i logísticament difícil tenir accés a tots els colors per a un sol espectacle.

Els gels de correcció de color tendeixen a absorbir llum d'algunes longituds d'ona més que d'altres. El gel de Rosco que es mostra a la imatge té una baixa transmitància a longituds d'ona llargues.

També hi ha gels per a la correcció del color, com ara CTB (temperatura del color blau) i CTO (temperatura del color taronja). Els gels de correcció de color alteren o corregeixen la temperatura del color d’una llum perquè coincideixi més amb la temperatura de color d’un negatiu d'una determinada pel·lícula o amb el balanç de blancs d’una imatge digital. Concretament, el CTB, que té un aspecte blau, corregirà les llums de tungstè que normalment tenen una temperatura de color entre 3.200 i 5.700 kelvins per coincidir més amb la temperatura de color negativa de "llum diürna", que sol ser al voltant de 5.400 K (llum diària nominal). El CTO, que té un aspecte taronja, corregirà una font de llum equilibrada a la "llum del dia" (com ara moltes bombetes HMI comuns) perquè coincideixi amb la temperatura de color negativa de tungstè, que normalment és de 3.200 K. Hi ha variacions de "meitat" i "quart" dels gels correctors de color comuns. És freqüent utilitzar gels de correcció de color amb finalitats artístiques i no només per a la correcció de fonts negatives.
La majoria de gammes de gels també inclouen materials no acolorits, com ara una varietat de materials de "seda" difusors i direccionals per produir efectes d'il·luminació especials. Per exemple, "Opal" és un filtre de difusió opalescent o transparent.
És habitual que un fabricant de gel publiqui el coeficient de transmissió o fins i tot la corba de transmitància espectral al llibre de mostres i als catàlegs. Un gel de baixa transmitància produirà relativament poca llum a l'escenari, però donarà un color molt més viu que un gel d’alta transmissió, perquè la saturació d’una font de llum està directament relacionada amb l'estretor del seu ample de línia espectral. Pel contrari, com més plana sigui la seva corba, més a prop de ser un filtre de densitat neutra es troba el gel.